# Barbara Wieck
Barbara Wieck (ur. 26 lutego 1951 w Koserowie) – niemiecka lekkoatletka, biegaczka średniodystansowa, halowa mistrzyni Europy z 1969. W czasie swojej kariery reprezentowała Niemiecką Republikę Demokratyczną.
Zdobyła brązowy medal w biegu na 800 metrów na europejskich igrzyskach juniorów w 1966 w Odessie. Na kolejnych europejskich igrzyskach juniorów w 1968 w Lipsku zwyciężyła w tej konkurencji. Odpadła w eliminacjach biegu na 800 metrów na igrzyskach olimpijskich w 1968 w Meksyku.
Zwyciężyła w tej konkurencji na europejskich igrzyskach halowych w 1969 w Belgradzie, wyprzedzając Magdolnę Kulcsár z Węgier i Annę Ziminę ze Związku Radzieckiego. Jej wynik – 2:05,3 był nieoficjalnym halowym rekordem świata (IAAF nie uznawała wówczas oficjalnych rekordów w hali). Na mistrzostwach Europy w 1969 w Atenach Wieck zajęła 4. miejsce w biegu na 800 metrów.
4 października 1969 w Chociebużu ustanowiła rekord świata w sztafecie 4 × 800 metrów czasem 8:33,0 (sztafeta NRD biegła w składzie: Gertrud Schmidt, Gunhild Hoffmeister, Waltraud Pöhland i Wieck. 
Wieck była mistrzynią NRD w biegu na 800 metrów w 1969 oraz wicemistrzynią na tym dystansie w 1970 oraz mistrzynią w sztafecie 4 × 800 metrów w 1969. W hali była mistrzynią NRD w biegu na 800 metrów w 1969
18 września 1969 w Atenach ustanowiła rekord NRD w biegu na 800 metrów czasem 2:02,7.
Przez pewien czas była żoną piłkarza Gerda Kische.